# Zbyňov
Zbyňov je obec na Slovensku v okrese Žilina. V roce 2011 zde žilo 829 obyvatel.

## Poloha
Obec se nachází v Rajecké dolině mezi městem Rajec a lázeňským městem Rajecké Teplice. Obklopena je horami, protéká jí řeka Rajčianka. Nachází se zde rekreační zařízení – chatky, kam se chodí tábořit.

## Dějiny
První písemná zmínka o obci je z roku 1407. Zbyňov podléhal panství hradu Lietava, v listinách z roku 1545 je zmiňovaný zdejší opevněný zámeček. Malá zvonička byla postavena v první třetině 19. století, kaple na hřbitově byla také postavena v 19. století.